# Esteban Ramírez Hidalgo
Esteban Alí Ramírez Hidalgo (Cantón de San Carlos, 14 de diciembre de 1988),  es un personaje público, compositor y músico profesional costarricense conocido  por ser vocalista de la banda Percance.

## Biografía
Esteban Ramírez empezó a estudiar música desde los cuatro años, participó en la Sinfónica, tocando el violín y otros instrumentos, cuando estaba en octavo año del colegio  empezó su primera banda de garaje, algunos años después  estando en undécimo año del colegio  y después de haber iniciado otras bandas sin ser proyectos serios en la música, creó la banda Percance la cual fue tomando poco a poco seriedad y empezó a tener éxito ganando popularidad en Costa Rica. La banda existe desde 2006 , ha sido de las más famosas  y con mayor presencia internacional del país.
Primero la banda estuvo conformada por nueve integrantes pero después algunos de ellos se separaron  de la banda, Esteban Ramírez  como creador de la banda ha sido uno de los referentes de la banda y que permanece  como miembro activo  desde sus inicios junto con el baterista Marcos Novoa,el bajista Maurizio Luconi, el guitarrista Sebastián Vargas, el percusionista Donny Rivas y los trompetistas Felipe Ortiz y Felipe Sandoval.
Los integrantes que se separaron de la banda son: Edgar Brenes (teclados), Adrián Somarribas (trombón), Dennis Vargas (guitarra).
Esteban Ramírez ha tenido la oportunidad de tocar y  grabar canciones junto a diversos artistas como   Los Auténticos Decadentes o Los Caligaris.

## Distinciones
Distinciones o premios de Esteban Ramírez en conjunto con sus compañeros de la banda Percance:
| Año  | Premio/Reconocimiento          | Categoría                                     | Estado                  |
| ---- | ------------------------------ | --------------------------------------------- | ----------------------- |
| 2008 | Los de La Casa (VM Latino)     | Video Ska del Año (Sin pensarlo)              | Ganador                 |
| 2008 | Premios 40 Principales         | Mejor Artista Costa Rica                      | Ganador                 |
| 2009 | Los de La Casa (VM Latino)     | Video Latino del Año (Me lo Tomo Todo)        | Nominado                |
| 2010 | FAO/1billionhungry             | Por Lucha contra el Hambre                    | Reconocimiento Especial |
| 2010 | Premios 40 Principales         | Mejor Artista Costa Rica                      | Ganador                 |
| 2011 | Premios ACAM                   | Artista con mayor proyección internacional    | Ganador                 |
| 2011 | Premios ACAM                   | Compositor/Autor del Año (Ska)                | Ganador                 |
| 2011 | Premios ACAM                   | Canción del Año                               | Nominado                |
| 2011 | Premios ACAM                   | Artista del Año                               | Ganador                 |
| 2012 | Fuerza Pública CR              | Embajadores de Paz                            | Reconocimiento Especial |
| 2012 | Premios 40 Principales América | Mejor Artista o Grupo Revelación, Zona Centro |                         |